# Mairie de Croix (metrostation)
Mairie de Croix is een metrostation aan lijn 2 van de metro van Rijsel, gelegen in de Franse gemeente Croix. Het station werd op 18 augustus 1999 geopend en bevindt zich nabij het gemeentehuis (mairie). 

## Omgeving
- Gemeentehuis van Croix